# Ґуйкаляй
Ґуйкаляй (Guikaliai) — село у Литві, Расейняйський район, Немакщяйське староство. 2001 року в селі проживало 16 людей. Розташоване за 3 км від села Немакщяй. Неподалік протікає річка Упиніке, поруч розташовані села Лигяй та Рекошайчяй.

## Принагідно
- Guikaliai [Архівовано 13 травня 2016 у Wayback Machine.]

| Литва | Це незавершена стаття з географії Литви. Ви можете допомогти проєкту, виправивши або дописавши її. |